# Acipimox
Acipimox é um fármaco derivado da niacina utilizado como um agente hipolipidémico.